# Anomoea rufifrons
Anomoea rufifrons är en skalbaggsart som först beskrevs av Lacordaire 1848.  Anomoea rufifrons ingår i släktet Anomoea och familjen bladbaggar.

## Underarter
Arten delas in i följande underarter:
- A. r. mutabilis
- A. r. occidentimutabilis